# Wspomnienia z gwiezdnego pyłu
Wspomnienia z gwiezdnego pyłu (tytuł oryg. Stardust Memories) – amerykański film tragikomiczny z 1980 roku. Powstał w reżyserii Woody’ego Allena, który jest także autorem filmowego scenariusza.

## Fabuła
Sandy Bates jest reżyserem, który lata świetności ma już za sobą. Jest targany przez skrajne emocje, co prowadzi go do załamania nerwowego. Impreza, której celem jest przegląd starszych dokonań artystycznych Batesa, skłania mężczyznę do refleksji nad własnym życiem osobistym, a także przeszłością i karierą w branży filmowej.

## Obsada
- Woody Allen – Sandy Bates
- Charlotte Rampling – Dorrie
- Tony Roberts – Tony
- Jessica Harper – Daisy
- Marie-Christine Barrault – Isobel
- Daniel Stern – Aktor
- Amy Wright – Shelley
- Helen Hanft – Vivian Orkin
- John Rothman – Jack Abel
- Sharon Stone – Piękna dziewczyna w pociągu